# جون دبليو. كينغدون
جون دبليو. كينغدون (بالإنجليزية: John W. Kingdon)‏ هو عالم سياسة وأستاذ جامعي أمريكي، ولد في 1940.